# 2007년 페루 지진

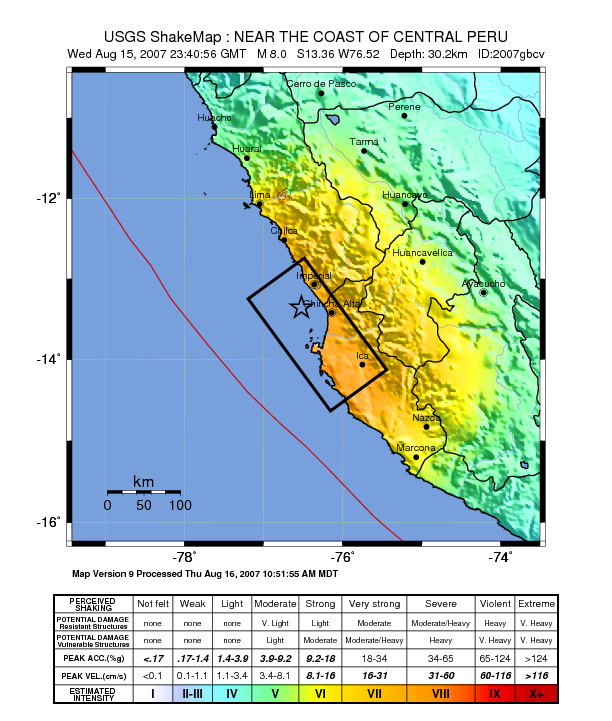
지진의 세기를 나타낸 그림. 진앙지는 ☆로 표시되어 있다.

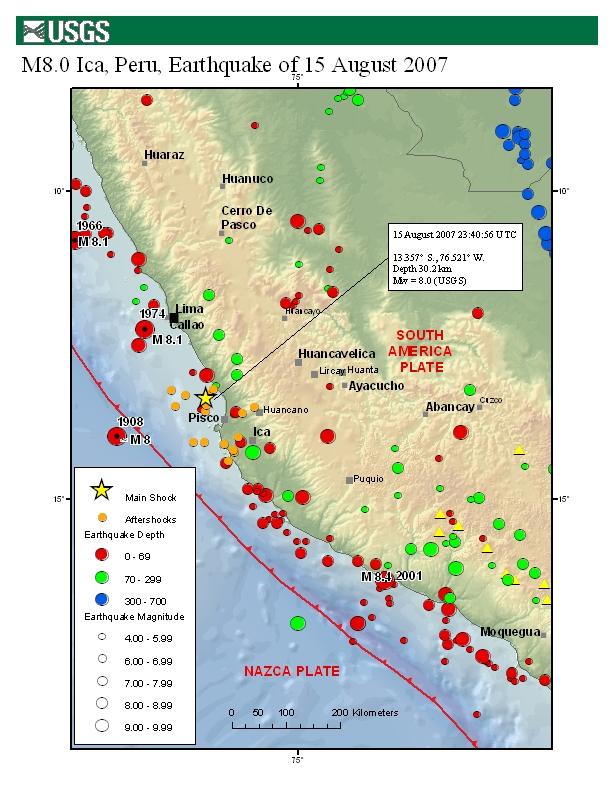
진원점의 위치, 심도, 규모 분포도

2007년 페루 지진은 2007년 8월 15일 현지시각(UTC-5) 18시 40분 58초, 페루의 수도 리마에서 남동쪽으로 150 킬로미터 떨어진 바닷속에서 발생한 강진이다. 진원지는 땅속 30.2 킬로미터에 위치하였으며, 미국 지질조사국 산하 미국 국가 지진 정보센터의 보고에 따르면 지진의 규모는 8.0로 기록되었다.

## 쓰나미 경보
페루, 에콰도르, 칠레와 콜롬비아, 파나마, 코스타리카 등에 대해 쓰나미 경보가 발령되었으나, 이후 취소되었다. 니카라과, 과테말라, 엘살바도르, 멕시코와 온두라스에는 쓰나미 주의보가 발령되었다. 그러나 쓰나미 주의보와 경보는 10 인치 높이의 쓰나미가 발생한 이후, 모두 취소되었다.

## 피해
이카와 친차알타 등의 도시가 큰 타격을 받았으며, 수도 리마와 콘타마나, 그루질로, 이키토스 등의 도시도 지진의 피해를 입었다. 리마에서는 도심지에서 유리창이 깨지는 등의 피해가 있었다. 이카 시에서는 교회당이 무너지면서 네 명이 사망하였다. 피해자들은 도피를 위해 교회당을 찾았던 것으로 알려졌다.
이 지진으로 최소한 400명이 사망하였고 1000명 이상의 부상자가 발생하였다.

## 분석
규모 5.8의 여진이 친차 알타에서 북동쪽으로 113 킬로미터 떨어진 곳에서 현지 시각 19시 02분에 발생하였다. 또 현지 시각 19시 19분에는 또다른 여진이 규모 5.9로 이카 남남서쪽 48 킬로미터 떨어진 곳에서 발생하였으며 최소한 두 차례 이상의 규모 5.0을 넘는 또 다른 여진이 기록되었다.
전문가들은 2007년 페루 지진이 100년에 한 번 꼴로 발생하며, 나즈카 판이 남아메리카 판 아래로 밀려들어가면서 발생하는 것이라고 밝혔다.

## 같이 보기
- 페루 지진